# Sprawa Mirosława G.
Sprawa Mirosława G. – określenie używane w mediach wobec okoliczności zatrzymania i postawienia przez prokuratora zarzutów kryminalnych lekarzowi Mirosławowi Garlickiemu, szefowi Kliniki Kardiochirurgii Centralnego Szpitala Klinicznego Stołecznego Zarządu Zdrowia MSWiA w Warszawie przy ulicy Wołoskiej. Mirosław Garlicki został zatrzymany przez CBA 12 lutego 2007 roku. 14 lutego na specjalnej konferencji prasowej Minister Sprawiedliwości – Prokurator Generalny Zbigniew Ziobro i Szef Centralnego Biura Antykorupcyjnego Mariusz Kamiński poinformowali, że prokurator postawił lekarzowi 20 zarzutów, w tym zarzut zabójstwa w zamiarze ewentualnym. Łączna liczba zarzutów miała wynieść ostatecznie 50.

## Zatrzymanie Mirosława Garlickiego
W poniedziałek 12 lutego 2007 funkcjonariusze CBA zatrzymali trzech lekarzy z kliniki kardiochirurgii MSWiA, w tym ordynatora. Aresztowany został tylko Mirosław Garlicki. Lekarze zostali zatrzymani na oddziale, skutego kajdankami Garlickiego wyprowadzono ze szpitala.
W tym samym dniu przeszukano mieszkanie Mirosława Garlickiego; znaleziono około 90 tysięcy złotych w gotówce, także w walutach obcych i cenne przedmioty, które zdaniem CBA były podarunkami od pacjentów. Zabezpieczono także samochód marki BMW należący do kardiochirurga.

## Konferencja prasowa i przedstawienie zarzutów
Minister sprawiedliwości Zbigniew Ziobro zwołał 14 lutego specjalną konferencję, na której przedstawiono film z zatrzymania Mirosława Garlickiego, przeszukania jego mieszkania i przedstawiono zarzuty. Ziobro stwierdził wtedy: Już nikt nigdy przez tego pana życia pozbawiony nie będzie. Wypowiedź Zbigniewa Ziobry z tej konferencji stała się przyczyną wytoczenia mu przez zatrzymanego procesu cywilnego, który lekarz wygrał w obu instancjach. Na mocy orzeczenia Sądu Apelacyjnego w Krakowie z grudnia 2008 były minister sprawiedliwości został zobowiązany do publicznych przeprosin oraz uiszczenia zadośćuczynienia.

Mogło dojść do czegoś więcej niż korupcji i rażących zaniedbań. Jednym z około 20 zarzutów postawionych kardiochirurgowi Mirosławowi Garlickiemu jest zarzut zabójstwa.(...) Dochodziło do czynów, które należy rozpatrywać w kategorii zbrodni.

Obok zarzutu zabójstwa i zarzutów korupcyjnych, Mirosławowi Garlickiemu postawiono zarzut znęcania się fizycznego i psychicznego nad personelem oddziału.
Na konferencji 14 lutego 2007 Minister Sprawiedliwości – Prokurator Generalny Zbigniew Ziobro powiedział między innymi:

Mało tego, zebrany materiał dowodowy wskazuje na to, że mogło tutaj dojść do czegoś więcej niż tylko gigantycznej korupcji i rażących zaniedbań i błędów lekarskich.

(...) niestety dochodziło do czynów, które mieszczą się w kategorii zbrodni i taki zarzut, zarzut dopuszczenia się zbrodni zabójstwa został przez prokuratora postawiony wśród dwudziestu zarzutów innych związanych z narażeniem na niebezpieczeństwo życia ludzkiego związanych przede wszystkim z korupcją.

Minister wskazał, że sprawa doktora Garlickiego pojawiła się i dotarła do CBA dzięki inicjatywie samego środowiska medycznego:

(...) i muszę Państwu powiedzieć, że cieszę się, jeśli można tu mówić o pewnej radości z tego, jednak w tej niezwykle smutnej, tragicznej sprawie, że pojawiła się ona i dotarła do funkcjonariuszy Centralnego Biura Antykorupcyjnego dzięki inicjatywie samego środowiska medycznego. To lekarze, ludzie, którzy też składali podobnie jak aresztowany dzisiaj przez sąd profesor, przysięgę Hipokratesa potraktowali ją na serio i poważnie i to oni uznali, że dalej patrzeć na to co tam się dzieje nie mogą.

Minister na konferencji podkreślił charakter zarzutu zabójstwa postawionego lekarzowi jako ewentualny zamiar pozbawienia życia:

Chciałem podkreślić, że zarzut zabójstwa został przedstawiony ordynatorowi kliniki szpitala MSWiA w Warszawie, który zdaniem prokuratorów działając w zamiarze ewentualnym pozbawienia życia pacjenta, tu są jego dane podane, przewidując i godząc się na skutek w postaci śmierci podjął szereg zajęć, które mówiąc krótko do tego doprowadziły. Czyli jest to w zamiarze ewentualnym pozbawienia życia zachowanie które wynika z dobrze udokumentowanego materiału dowodowego i stąd taki zarzut.

## Debata publiczna i kontrowersje
Działania prokuratury budziły kontrowersje. Już 19 marca 2007 prof. Antoni Dziatkowiak stwierdził: 

Zarzut zabójstwa jest absurdalny. Gdyby przyjąć te kryteria, które przyjmuje prokurator w przypadku dr. G, to ja popełniłem wiele „morderstw“. Bo operowałem chorych, którzy nie mieli szans przeżycia kilku dni i niektórzy z nich zmarli.

Minister zdrowia Zbigniew Religa 14 lutego przyznał, że był proszony wcześniej o ekspertyzę w sprawie jednej z operacji Mirosława Garlickiego, ale nie stwierdził wówczas nieprawidłowości przy przeszczepie. Religa nie wie, czy to ten przypadek, którego opis pojawił się w notatce CBA i na podstawie którego Garlickiemu postawiono zarzut zabójstwa. Minister Religa podkreślił, że wykrycie tej sprawy jest korzystne dla wszystkich – zarówno dla pacjentów, jak i lekarzy. Skomentował zatrzymanie lekarza słowami:

Dranie i świnie znajdują się w każdym środowisku – niestety także w środowisku lekarzy.

Kontrowersyjne były również okoliczności aresztowania Mirosława Garlickiego w obecności kamer.
Dyrektor szpitala MSWiA w Warszawie docent Marek Durlik stwierdził, że żadne sygnały o korupcji w klinice kardiochirurgii do niego nie docierały. Powiedział także, że w całej sprawie nie ma sobie nic do zarzucenia i oddaje się do dyspozycji przełożonych. Prof. Janusz Wałaszewski, szef Poltransplantu, powiedział: Nie mieliśmy żadnych sygnałów ani skarg na ten temat. Jest biuro skarg i zażaleń ministerstwa zdrowia, które by natychmiast kierowało do nas taką sprawę, ale nic nie wpłynęło.
Przed aresztowaniem lekarzy, po rozmowie z ministrem Zbigniewem Religą, CBA poinformowało dyrektora szpitala o tym, że pan minister Religa jest gotów błyskawicznie uruchomić zastępstwo za aresztowanego kardiochirurga. Dyrektor szpitala stwierdził, że nie ma takiej potrzeby i że zorganizuje zastępstwo to we własnym zakresie. Dyrekcja kliniki na miejsce Garlickiego zatrudniła Marka Ehrlicha, specjalistę ściągniętego z Wiednia, wcześniej współpracującego z kliniką MSWiA. Stanowisko ordynatora oddziału kardiochirurgii pod koniec marca 2007 objął dr hab. Mirosław Mussur.
13 kwietnia Naczelna Rada Lekarska zwróciła się z apelem do ministra zdrowia, Sejmu i Senatu, i innych instytucji państwowych i publicznych oraz środków masowego przekazu o przeciwdziałanie „degradacji polskiej transplantologii“. Według Naczelnej Rady Lekarskiej wokół transplantologii wytworzono atmosferę działania „poza prawem i ponad nim, na szkodę potencjalnych dawców narządów, co jest oczywistą nieprawdą“. Rada zaznaczyła, że pod względem liczby transplantacji Polska już wcześniej zajmowała jedno z ostatnich miejsc w Unii Europejskiej.
7 maja 2007 sąd I instancji, po rozpatrzeniu wniosku prokuratora o przedłużenie aresztu dla Mirosława Garlickiego, orzekł, że Mirosław Garlicki może zostać zwolniony z aresztu za kaucją w wysokości 350 000 złotych. Sąd I instancji stwierdził, że nie zachodzi prawdopodobieństwo, aby dr Garlicki kogokolwiek zabił.
Sąd Apelacyjny w Warszawie podtrzymał decyzję sądu I instancji dotyczącą aresztu, uznał, że nie wykazano, by zachodziło „duże prawdopodobieństwo“, iż Garlicki umyślnie zabił pacjenta.
Stanowisko wobec postanowienia sądu zajął premier Jarosław Kaczyński, który wyraził zdziwienie, że warszawski sąd I instancji jest gotów wypuścić Mirosława Garlickiego z aresztu za kaucją, podczas gdy podejrzani o dużo drobniejsze przestępstwa nie mają takiej możliwości. Stwierdził też:

Osoby stające w obronie kardiochirurga Mirosława G. w rzeczywistości bronią elit i grup interesów.

W innym wywiadzie:

Ten pan, któremu postawiono, i nie wycofano, zarzut zabójstwa, jest dzisiaj na wolności, chociaż ludzie, którzy dopuścili się nieporównanie mniejszych przestępstw siedzą nieporównanie dłużej w więzieniach. Z takimi zarzutami jak on to ludzi po trzy lata trzymają w areszcie śledczym.

Zbigniew Religa w wywiadzie przeprowadzonym dla TVN24 powiedział natomiast:

Proces Mirosława G. będzie wstrząsający, prawda jest wstrząsająca i będzie odkryta podczas rozprawy sądowej. Postępowanie tego lekarza w przeszłości było naganne. Osobiście uważam, że niezgodne z zasadami etyki lekarskiej. Nie widzę żadnych podstaw, abym miał zrzucać się na kaucję dla Mirosława G.

Pod koniec maja „Gazeta Wyborcza“ ujawniła, że tajny kryptonim akcji CBA, w ramach której ujęto Mirosława Garlickiego, brzmiał „Mengele 5“.
W grudniu 2007 wyszło na jaw, że śledztwo CBA obejmowało co najmniej kilkanaście osób, a kryptonim „Mengele“ przypisano co najmniej siedmiu inwigilowanym lekarzom, w tym dyrektorowi szpitala MSWiA („Mengele 7“). Takie użycie nazwiska zbrodniarza wojennego z Auschwitz spotkało się z krytyką między innymi Adama Rapackiego, twórcy CBŚ, a także Marka Edelmana.

## Pozwy o odszkodowanie
Pełnomocnik Mirosława Garlickiego adw. Magdalena Bentkowska-Kiczor poinformowała 6 września 2007, że został skierowany do krakowskiego sądu okręgowego pozew przeciwko ministrowi Zbigniewowi Ziobrze o odszkodowanie za naruszenie dóbr osobistych. Garlicki domagał się od ministra opublikowania przeprosin w największych dziennikach i 70 000 złotych zadośćuczynienia. 19 grudnia odbyła się pierwsza rozprawa w tym procesie, na którą były minister nie stawił się. Piotr Matczuk, asystent posła, wyjaśnił, że zatrzymały go obowiązki poselskie. Zbigniew Ziobro przysłał jednak dwa dni przed rozprawą wniosek o zawieszenie procesu do czasu wyroku w sprawie karnej przeciwko Garlickiemu, przeniesienie procesu do Warszawy oraz o odroczenie rozprawy. − Domaga się też odrzucenia pozwu, bo oparty jest o zdania wyrwane z kontekstu − wyjaśniał Matczuk. W pierwszej instancji sąd nakazał Zbigniewowi Ziobrze opublikować na własny koszt przeprosiny po głównych wydaniach „Faktów“ TVN, „Wiadomości“ TVP oraz „Wydarzeń“ Polsatu oraz zapłacić lekarzowi 7 tys. zł zadośćuczynienia. Obie strony zapowiedziały apelację od tego wyroku.
W sierpniu 2007 roku do Europejskiego Trybunału Praw Człowieka w Strasburgu wpłynęła skarga Mirosława Garlickiego, zarzucającego polskim władzom naruszenie kilku artykułów konwencji praw człowieka, przede wszystkim zasady domniemania niewinności i prawa do rzetelnego procesu (o aresztowaniu kardiochirurga decydował nie w pełni niezawisły asesor sądowy). Lekarz domagał się od państwa polskiego odszkodowania w wysokości około 100 tysięcy euro. W czerwcu 2011 Trybunał w Strasburgu uznał, że:
- wydanie orzeczenia o aresztowaniu Mirosława Garlickiego przez asesora stanowi naruszenie Europejskiej Konwencji Praw Człowieka i zasądził na rzecz poszkodowanego 8 tys. euro odszkodowania od państwa polskiego,
- można mówić o poniżającym traktowaniu pokrzywdzonego podczas jego zatrzymania, jednak sprawą tą w pierwszej kolejności powinny się zająć polskie sądy,
- kwestia naruszenia domniemania niewinności przez wypowiedź ministra Ziobry nikt już przez tego pana pozbawiony życia nie będzie została rozstrzygnięta wcześniej przez polskie sądy na korzyść poszkodowanego.

W czerwcu 2011 Sąd Okręgowy w Warszawie uznał, że dziennik „Fakt“ naruszył dobra osobiste dra Garlickiego oraz zasady rzetelnego dziennikarstwa i nakazał pozwanym publikację przeprosin oraz wypłatę 150 tys. zł zadośćuczynienia. Pozew obejmował wydawcę, redaktora naczelnego i autora tekstów z 2007, w których użyto takich zwrotów, jak „doktor zabijał w rządowym szpitalu“, „oto ofiara doktora mordercy“, „doktor śmierć“ i „bestia nie lekarz“.

## Ujawnienie dowodów domniemanych przestępstw

### Dowody w sprawie zarzutów korupcyjnych
8 października 2007 w programie Teraz my! minister sprawiedliwości Zbigniew Ziobro ujawnił część zebranych przez prokuraturę dowodów przyjmowania pieniędzy przez Mirosława Garlickiego. Były nimi dwa z wielu filmów nagranych ukrytą kamerą w gabinecie ordynatora. Na pierwszym z nich kobieta wręcza doktorowi prezent w postaci książki z dedykacją (w towarzyszącej temu rozmowie doktor Garlicki wzbrania się przed przyjęciem „flaszki”, ale zgadza się przyjąć książkę), na drugim, nagranym 40 minut później, doktor Garlicki wyjmuje z rozpakowanej wcześniej książki kopertę, sprawdza jej zawartość, po czym wkłada ją do kieszeni marynarki. Minister Ziobro dodał również, że ujawnienie taśm nie utrudni postępowania, gdyż prokurator już zakończył sporządzanie aktu oskarżenia przeciwko Mirosławowi Garlickiemu, a zdecydował się pokazać te dwa nagrania, ponieważ zdaniem ministra Ziobry opinia publiczna była wprowadzana w błąd w sprawie niewinności ordynatora. Filmy opublikował internetowy serwis TVN 24.
Z tezą, że zaprezentowane przez ministra Ziobrę filmy są dowodem korupcji lekarza, nie zgadza się m.in. doc. dr hab. Marek Durlik, były dyrektor szpitala MSWiA w Warszawie, który 11 stycznia 2008 w wywiadzie dla Gazety Wyborczej
stwierdził:

Proszę zauważyć, że to, co pokazał Ziobro w telewizji, jak Garlicki wyjmuje pieniądze z książki, to nie był dowód na przyjmowanie łapówek. To był dowód na przyjmowanie wdzięczności od pacjenta. Łapówka - podkreślam - to jest uzależnienie wykonania czynności przez urzędnika państwowego od otrzymania pieniędzy. Garlicki twierdzi, że tego nie robił. Przeciwnie, jak trzeba było przyjechać do szpitala w weekend, święta, w nocy czy zostać dłużej, Garlicki nie pytał, czy dostanie za nadgodziny, nigdy ich sobie nie liczył.

Podczas procesu na wniosek obrony odtworzono nieznane wcześniej fragmenty filmu pochodzącego z ukrytej kamery, w których dr Garlicki stanowczo odmawia przyjęcia od rodzin pacjentów różnego rodzaju reklamówek i toreb. Dr Garlicki wyjaśnił też, że setki butelek i innych przedmiotów, które pokazano w telewizji po jego zatrzymaniu przez CBA, to prezenty otrzymywane od „posłów, senatorów i prezesów korporacji”, z których znaczną część przysyłano do jego sekretariatu w podziękowaniu za operacje przeprowadzone na ofiarodawcach, członkach ich rodzin lub pracownikach.
4 stycznia 2013 roku warszawski sąd skazał dr Mirosława G. na rok więzienia w zawieszeniu na dwa za przyjęcie 17,5 tysiąca złotych łapówek. Sąd wymierzył mu też karę 72 tys. zł grzywny. Jej część zostanie jednak odliczona z uwagi na to, że dr G., jako podejrzany w śledztwie, spędził trzy miesiące w areszcie.
Sędzia Igor Tuleya uzasadniając wyrok potępił jednocześnie działania CBA polegające na przeprowadzaniu nocnych przesłuchań. Porównał je do metod stalinizmu. Część opinii publicznej zarzucała sędziemu, że przekroczył swoje kompetencje, jednak treści jego wystąpienia broniła Krajowa Rada Sądownictwa.

### Dowody w sprawie zarzutów o zabójstwo w zamiarze ewentualnym
"Rzeczpospolita” ujawniła 12 stycznia 2008 w Internecie dwa stenogramy rozmów doktora Mirosława Garlickiego z lekarzem dyżurnym ze szpitala MSWiA. Według gazety wynika z nich, że: lekarz przyznał się, iż przeszczep był błędem; zdecydował przez telefon o odłączeniu pacjenta od aparatury podtrzymującej życie; naciskał, aby to zrobić podczas fikcyjnej operacji, a nie na sali intensywnej terapii.
To właśnie ten przypadek miał na myśli były minister sprawiedliwości Zbigniew Ziobro, gdy mówił: “Nikt więcej przez tego pana życia pozbawiony nie będzie”.
Pierwszy z ujawnionych przez „Rzeczpospolitą” stenogramów - rozmowa telefoniczna Mirosława Garlickiego z personelem szpitala MSWiA, kiedy zapadła decyzja o odłączeniu pacjenta od urządzeń podtrzymujących życie:

G to doktor G., D to lekarz dyżurujący
G: No i co. Po co Jasiek tam siedzi, przecież pan może siedzieć przy tej pompie, przecież nie ma problemu.
D: To nie o to chodzi, doktorze, żeby siedzieć. Jest osiemset na godzinę drenażu, to się odsysa. Jasiek to później z powrotem recyrkuluje. To jest jeden wielki bełt. No dla mnie...
G: Jakoś se to weźcie Wojdyłę i spróbujcie odłączyć to, a jak się nie uda to tyle, no bo co, przecież nie będziecie siedzieć cały weekend
D: Jak odłączymy to będzie pa, od razu
G: Ale na sali operacyjnej to trzeba zrobić
D: Woda ucieka poza łożysko, no wszystko...
G: Słuchaj trzeba odłączyć, słuchaj to co mówię
D: Tak jest

Drugi z ujawnionych przez „Rzeczpospolitą” stenogramów - dotyczący tego, że pacjent ma być odłączony nie na oddziale intensywnej terapii (IT), lecz na sali operacyjnej.

G to doktor G., D to lekarz dyżurujący
G: Wojdyga, sala operacyjna. To się nazywa próba usunięcia centryfugi, nieskuteczna i trudno, no bo co więcej zrobić
D: No właśnie..
G: Przecież nie możesz tego odłączyć
D: Nie, ale ja właśnie do doktora dzwonię, żeby powiedzieć...
G: Wiem, ale nie możesz odłączyć tego na IT
D: Nie
G: Tylko musisz na sali, no trudno i wiesz
D: Tak jest
G: I powiem ci uczciwie, trzeba było tego chorego nie przeszczepiać, tylko tydzień trzymać i wyrównać i dopiero wtedy

Gazeta zinterpretowała je na niekorzyść chirurga:

Może z nich wynikać, że Mirosław G. kazał odłączyć pacjenta po to, żeby koledzy ze oddziału nie musieli spędzać na dyżurze całego weekendu. Lekarze zwracali uwagę dr. G., że odłączenie urządzeń oznacza natychmiastowy zgon.

Z interpretacją, że Mirosław Garlicki uznał, że decyzja o przeszczepieniu serca jednemu z pacjentów była błędem, a chory zmarł, nie zgadza się Magdalena Bentkowska-Kiczor,
obrończyni doktora

Nie można na podstawie jednej z wielu rozmów doktora G., na dodatek wyrwanej z kontekstu, twierdzić, że doszło do błędu. Niemiecki kardiochirurg prof. Roland Hetzer znał wszystkie stenogramy. W swojej opinii stwierdził jednak, że operacja była dopuszczalna.

Z kolei doc. dr hab. Marek Durlik stawianie doktorowi Garlickiemu zarzutu zabójstwa skomentował następująco:

Nikt nie może wydać telefonicznie polecenia, żeby odłączyć pacjenta od aparatury podtrzymującej życie. Żaden z lekarzy podejmujących tę decyzję nie miał wątpliwości. Dalsze podtrzymywanie terapii byłoby błędem. Każdego pacjenta można długo utrzymywać przy życiu za pomocą urządzeń, ale są sytuacje, że terapia już do niczego nie prowadzi, to tylko przedłużanie agonii. Taki właśnie był ten przypadek. Wszyscy lekarze wiedzą, że prowadzenie uporczywej terapii nieprowadzącej do wyleczenia jest nieetyczne. [...] Każdy chirurg idzie na salę operacyjną, żeby odnieść sukces. To jest wpisane w nasz zawód, w naszą psychikę. Nikt nie lubi porażek, zwłaszcza tak ambitny człowiek jak Garlicki. On podejmował się najtrudniejszych operacji, żeby odnosić sukces, żeby pokazać, że gdzie indziej zdyskwalifikowany pacjent może u niego znaleźć ratunek.

W podobnym tonie wypowiedział się w swojej ekspertyzie prof. Hetzer

Nie została stwierdzona śmierć mózgu pana Gołąba przed decyzją o odłączeniu systemu wspomagania krążenia pompą centryfugalną. Jednak także stwierdzenie śmierci mózgu nie jest tu konieczne. Zwyczajem panującym na całym świecie jest, że działania lecznicze kończy się wtedy, gdy nie ma już nadziei na uratowanie życia człowieka na dłuższą metę, a tylko przedłuża się jego umieranie.

O stanie pacjenta w chwili odłączania od aparatury świadczy następujący fragment ekspertyzy prof. Hetzera:

Podjęto decyzję o wszczepieniu tzw. pompy centryfugalnej. Pompa centryfugalna została użyta 8 grudnia 2006 roku dla wspomagania lewokomorowego. Mimo tego zabiegu ciśnienie tętnicze krwi pacjenta po operacji było na takim poziomie, który na dłuższą metę nie dawał szans na utrzymanie go przy życiu. Według dokumentacji medycznej doszło do martwicy części obwodowych rąk i nóg oraz penisa. Zgodnie z epikryzą jeszcze tego samego dnia zdecydowano odłączyć wspomaganie krążenia, pacjent zmarł 9 grudnia.

## Pozostałe informacje o zarzutach i śledztwach
Śledztwa
Osobne śledztwa dotyczyły trzech przypadków, w których Mirosławowi Garlickiemu zarzucono popełnienie błędów w sztuce lekarskiej skutkujących śmiercią trzech pacjentów; postawiono zarzut zabójstwa Jerzego Gołąba zmarłego po przeszczepieniu serca oraz narażenie życia Floriana Mastalerza, w którego ciele zostawiono gazik (pacjent zmarł po około 2 miesiącach od zabiegu). Prokurator wznowił też śledztwo w sprawie śmierci Marka Z. w 2004 roku (podczas operacji Mirosław Garlicki opuścił salę), w którego sprawie śledztwo zostało wcześniej umorzone.
Ekspertyzy
Jeszcze przed aresztowaniem dra Garlickiego ekspertyzę w sprawie śmierci kilku jego pacjentów sporządził prof. Zbigniew Religa. Zawierała ona trzy wnioski:

- Jeżeli nie wykonano badania oporów płucnych przed operacją, to popełniono istotny błąd lekarski.
- Nie rozumiem, dlaczego założono wspomaganie lewej komory, skoro niewydolna po operacji była prawa komora. Ja bym założył wspomaganie prawej komory lub dwóch komór.
- Operacja została wykonana prawidłowo.

Kilka tygodni po zatrzymaniu Mirosława Garlickiego prokuratura zamówiła ekspertyzę u prof. Rolanda Hetzera, niemieckiego kardiochirurga. Opinia gotowa była 26 września, 23 października do Berlina wysłano wniosek o uzupełnienie opinii wraz z dodatkowymi materiałami. 31 października prokuratura odebrała dokument, a prokurator przedstawił go oskarżonemu kardiochirurgowi oraz jego obrońcy. Według obrońcy lekarza biegły wykluczył, by działania Mirosława Garlickiego mogły mieć związek ze śmiercią pacjentów. Według Cezarego Gmyza z „Rzeczpospolitej” Roland Hetzer pisał w swojej opinii o możliwym błędzie lekarskim, a „lekarz powinien raczej zdecydować się na równoczesny przeszczep serca i płuc”. W drugiej z tych spraw ekspertyza wypowiada się następująco:

(...) decydujące znaczenie ma ustalenie poziomu oporów płucnych przed dokonaniem operacji transplantacji (...)
Międzynarodowe Stowarzyszenie Transplantacji Serca i Płuc (ISHLT) opracowało Wytyczne m.in. odnośnie dopuszczalnych maksymalnych oporów płucnych przed operacją (...)
Jeżeli opory płucne nie dadzą się obniżyć, należy przeprowadzić przeszczep serca i płuc.
U pana Gołąba, zgodnie z powyższym istniało względne przeciwwskazanie do zabiegu transplantacji serca, biorąc pod uwagę wyżej wymienione Wytyczne.
(...)
Inne metody ratowania życia pana Gołąba (wszczepienie systemu wspomagania serca, transplantacja serca i płuc), na które my byśmy się zdecydowali, w Klinice pana dr Garlickiego nie były, według naszej wiedzy możliwe. Z tego punktu widzenia decyzja przeprowadzenia transplantacji serca jako „ultima ratio” wydaje się całkowicie weryfikowalna.

Z ekspertyzy zamieszczonej w „Rzeczpospolitej” wynika, że opinia nie została napisana przez samego Hetzera, lecz przez ordynatora kliniki Chirurgii Sercowo-Naczyniowej i Torakochirurgii dr. R. Hammerschmidta. Hetzer jedynie tę opinię „na podstawie oceny własnej” zaakceptował.
Ponieważ ekspertyza ta w kilku punktach wydawała się niejasna, Prokuratura Okręgowa w Warszawie zwróciła się do prof. Hetzera z wnioskiem o jej uzupełnienie. Uzupełniająca ekspertyza była gotowa 14 lutego 2008, a jej tłumaczenie pod koniec marca 2008 opublikował internetowy serwis radia RMF FM.
W maju 2011 do Prokuratury Okręgowej w Warszawie dotarła kolejna ekspertyza biegłego dr. Wolfganga Wandschneidera z Austrii w sprawie śmierci pacjenta Floriana Mastalerza. Stwierdza ona, że zostawienie w ciele pacjenta  było „z prawdopodobieństwem graniczącym z pewnością” przyczyną drastycznego pogorszenia stanu chorego, co w konsekwencji doprowadziło do jego śmierci. Ekspertyza stwierdza również, że było to zaniedbanie pielęgniarki, ale także błąd lekarski.
Zarzuty
7 maja 2008 nieprawomocnym postanowieniem prokuratora z Prokuratury Okręgowej w Warszawie, na podstawie drugiej opinii prof. Hetzera, umorzono śledztwo przeciwko doktorowi Garlickiemu w sprawie zabójstwa pacjenta oraz narażenia na utratę życia lub zdrowia innego pacjenta.
Na postanowienie Prokuratora Prokuratury Okręgowej w Warszawie Radosława Wasilewskiego pełnomocnik rodzin zmarłych pacjentów złożył zażalenia do Sądu Okręgowego w Warszawie. W dniu 1 grudnia 2008 r. Sąd Okręgowy w Warszawie (sędzia Renata Kopacz) utrzymała w mocy postanowienie o umorzeniu śledztwa. W dniu 24 listopada 2009 r. Sąd Najwyższy na skutek kasacji Rzecznika Praw Obywatelskich złożonej na wniosek adwokata Rafała Rogalskiego (pełnomocnika rodziny zmarłego Floriana Mastalerza) uchylił postanowienie Sądu Okręgowego w Warszawie, przekazując sprawę zażaleń pełnomocnika rodziny do ponownego rozpoznania przez Sąd Rejonowy dla Warszawy-Mokotowa w Warszawie. Tenże sąd w dniu 18 lutego 2010 r. uchylił postanowienie o umorzeniu śledztwa i skierował sprawę do ponownego rozpoznania Prokuraturze Okręgowej w Warszawie wytykając bardzo wiele błędów w tymże śledztwie popełnionych. Przychylił się tym samym do zażalenia pełnomocnika rodziny zmarłego Floriana Mastalerza - adwokata Rafała Rogalskiego.
Ostatecznie lekarzowi mają być postawione 42 zarzuty przyjmowania łapówek, mobbingu, znęcania się nad żoną oraz zmuszania do czynności seksualnych osób trzecich. Wraz z nim na ławie oskarżonych mają zasiąść 22 osoby, które oskarżono o dawanie łapówek.

## Nieumyślne spowodowanie śmierci Floriana Mastalerza
W związku ze śmiercią Floriana Mastalerza Mirosławowi G. zostały przez Prokuraturę Okręgową w Warszawie postawione w lutym 2007 r. zarzuty zabójstwa z zamierem ewentualnym. nieumyślnego narażenia pacjenta na utratę życia nieumyślnego spowodowania śmierci (w związku ze zbagatelizowaniem informacji o pozostawieniu w ciele pacjenta gazików operacyjnych sanitariuszki w tej sprawie). Dwa dni po zatrzymaniu, minister sprawiedliwości Zbigniew Ziobro zwołał specjalną konferencję, na której przedstawiono film z zatrzymania Mirosława G. i przeszukania jego mieszkania. Ziobro stwierdził wtedy: "Już nikt nigdy przez tego pana życia pozbawiony nie będzie". W maju 2017 roku Sąd Rejonowy Warszawa-Mokotów uniewinnił Mirosława G. od zarzutu doprowadzenia do śmierci pacjenta oraz umorzył wątek popełnienia przez niego błędu medycznego. W listopadzie 2017 roku Sąd Okręgowy w Warszawie utrzymał wyrok Sądu Rejonowego Warszawa-Mokotów w części uniewinniającej Mirosława G. Uchylił zaś umorzenie zarzutu jego błędu medycznego i stworzenia niebezpieczeństwa dla życia i zdrowia F. Prokuratura i pełnomocnik oskarżycieli posiłkowych złożyli kasację do Sądu Najwyższego od wyroku uniewinniającego. W marcu 2019 r. SN oddalił kasację jako bezzasadną i ostatecznie uniewinnił Mirosława G. zasądzając od oskarżycieli posiłkowych oraz Skarbu Państwa na rzecz Mirosława G. zwrot kosztów sądowych.

## Wyroki sądowe[40]
Sąd Okręgowy w Warszawie rozpoznał apelacje prokuratora (w części dotyczącej zarzutów korupcyjnych, od których dr G. w I instancji został uniewinniony) oraz obrony, dążącej do całkowitego uniewinnienia b. ordynatora kardiochirurgii w szpitalu MSWiA w Warszawie, zatrzymanego przez CBA w lutym 2007 r.
Apelował także oskarżyciel posiłkowy (podwładny dr. G., oskarżający go o mobbing), ale ostatecznie wycofał swą skargę.
Sąd Okręgowy rozpatrujący apelacje obu stron nie zgodził się z adwokatem reprezentującym oskarżonego, a częściowo podzielił argumentację prokuratora. Podtrzymał wyrok skazujący lekarza na wyrok w zawieszeniu za kilkanaście zarzutów o łapówki, a także uniewinnienie za mobbing. Nakazał natomiast ponowny proces w zakresie dziewięciu zarzutów korupcyjnych, od których Sąd Rejonowy w Warszawie kardiochirurga poprzednio uniewinnił.
W styczniu 2013 roku Sąd Rejonowy dla Warszawy Mokotowa po czteroletnim procesie skazał dr. G. na rok więzienia w zawieszeniu na dwa lata i grzywnę za przyjęcie ponad 17,5 tys. zł od pacjentów - G. został skazany za część zarzutów korupcyjnych z łącznej liczby 42 zarzutów, jakie usłyszał. Uniewinniono go od 23 zarzutów, m.in. mobbingu wobec podwładnych i części zarzutów korupcyjnych. Sprawy oskarżonych pacjentów sąd warunkowo umorzył, a niektórych - uniewinnił.